# ポイント・ブランク -この愛のために撃て-
『ポイント・ブランク -この愛のために撃て-』（原題:Point Blank）は2019年に配信されたアメリカ合衆国のアクション映画である。監督はジョー・リンチ、主演はフランク・グリロとアンソニー・マッキーが務めた。なお、本作は2010年に公開されたフランス映画『この愛のために撃て』をリメイクした作品である。

## ストーリー
エイブ・ゲバラは警察官の汚職の証拠を収めたUSBメモリを持っており、それを政治家に渡すつもりだった。エイブが待ち合わせ場所にやって来たところ、何者かに襲撃され、政治家は命を落としてしまった。犯人と誤解されたエイブは弟のマテオと一緒に逃走したが、道中、車にはねられてしまい、近くの病院に運び込まれることとなった。事件の捜査には、ルイスとマスターソンの2人が当たることになった。
エイブの看護はポール・ブッカーが担当することになった。その頃、大物ギャング（ビッグD）から借金の返済を迫られていたマテオは、エイブを脱走させるべく、ポールの身重の妻（ターリン）を誘拐した。ポールは妻の身の安全と引き替えに、エイブの脱走に協力させられる羽目になった。警官の目をすり抜けるために、ポールはエイブをストレッチャーに乗せて病院の外に出た。エイブはバス停でマテオと落ち合おうとしたが、それは警察のおとり捜査であった。カーチェイスの末、洗車場に追い詰められたかに見えた2人だったが、戦闘の末に何とか逃走することができた。
新しい車を調達すべく、2人が地元のギャング（チーター）に掛け合っていたところ、そこにルイスとマスターソンがやって来た。一同はまたしてもカーチェイスを繰り広げることになったが、その最中、マスターソンはルイスが汚職に加担していることに気が付いてしまった。ルイスは口封じのためにチーターとマスターソンを殺害した。ルイスが増援の到着に気を取られている隙を突いて、ポールは汚職警官の一人を殺害した。その後、エイブは再度マテオと落ち合おうとした。ところが、待ち合わせ場所に一足早く到着したマテオはルイスの手下に襲撃され、重傷を負ってしまった。2人はマテオを助けようとしたが、彼はすぐに息を引き取った。
当初、ポールは脅されてエイブに協力しただけだったが、事ここに至り、2人の間には奇妙な絆が結ばれていた。2人は「ルイスの悪事を明るみに出し、捕われているターリンを助け出す」という目標に向かって一致団結していたのである。覚悟を決めた2人はビッグDの元へと向かった。

## キャスト
※ 括弧内は日本語吹き替え
- エイブラハム・ゲバラ - フランク・グリロ（楠大典）
- ポール・ブッカー - アンソニー・マッキー（花輪英司）
- レジーナ・ルイス - マーシャ・ゲイ・ハーデン（塩田朋子）
- タリン - テヨナ・パリス（品田美穂）
- マスターソン - ボリス・マクギヴァー
- マテオ・ゲバラ - クリスチャン・クック（大隈健太）
- ビッグD - マーキス・ムーア（あべそういち）

## 製作・マーケティング
2018年6月21日、Netflixが『この愛のために撃て』のリメイク企画を進めており、フランク・グリロとアンソニー・マッキーが起用される見込みだと報じられた。7月26日、マーシャ・ゲイ・ハーデン、テヨナ・パリス、ボリス・マクギヴァー、マーキス・ムーアの出演が決まったとの報道があった。8月6日、本作の主要撮影がオハイオ州のシンシナティで始まった。8日、クリスチャン・クックがキャスト入りした。
2019年6月20日、本作のオフィシャル・トレイラーが公開された。

## 評価
本作に対する批評家からの評価は平凡なものに留まっている。映画批評集積サイトのRotten Tomatoesには23件のレビューがあり、批評家支持率は48%、平均点は10点満点で5.2点となっている。また、Metacriticには6件のレビューがあり、加重平均値は46/100となっている。